# Jochen Quandt
Jochen Quandt (* 4. September 1920 in Dresden; † 22. Februar 2003) war ein deutscher Neurologe und Hochschullehrer.

## Leben und Werk
Jochen Quandt studierte Medizin, promovierte im November 1945 an der Universität Leipzig zum Dr. med. Er wurde Oberarzt der Psychiatrie/Neurologie der Universitätsklinik der Martin-Luther-Universität Halle-Wittenberg und habilitierte 1954. Daraufhin wurde er Dozent und 1959 Professor mit Lehrauftrag und 1963 Professor mit vollem Lehrauftrag. Im folgenden Jahr wechselte er als ärztlicher Direktor an das Bezirkskrankenhaus für Psychiatrie und Neurologie Bernburg und war dort bis 1975 im Amt.

## Schriften (Auswahl)
- Erfahrungen mit der Karbolnachblaufärbung der Tuberkelbazillen in Sputum und Gewebe. [1944].
- Das tetanische Syndrom. Halle/S. 1954.
- (mit Werner Ponsold): Nebenschilddrüseninsuffizienz und tetanisches Syndrom. Jena 1959.
- Die Entwicklung des Krankenhauses für Psychiatrie und Neurologie Bernburg/Saale. Bernburg 1965.
- (Hrsg.) Neurologie. Grundlagen und Klinik. Teile 1 und 2, Leipzig 1974.
- (mit Karl-O. Hiller): Depression und Angst. Frankfurt am Main, Berlin 1995.